# Großdeuben
Großdeuben ist ein Stadtteil der Stadt Böhlen im Landkreis Leipzig, in die es 1997 eingemeindet wurde. Zu Großdeuben gehören die Orte Großdeuben, Probstdeuben und Debitzdeuben sowie die Flur des 1957 durch den Tagebau Espenhain abgebrochenen Orts Zehmen.

## Geografie

### Lage
Das ehemalige Dorf liegt südlich von Leipzig und erstreckt sich in Nord-Süd-Richtung etwa auf 2 Kilometern direkt entlang des Westufers der Pleiße in der Leipziger Tieflandsbucht. Direkt durch den Ort verläuft die Staatsstraße 72, die südlich Anschluss an die B 2 und die B 95 hat. Westlich des Ortes befindet sich die sogenannte Neue Harth, ein rekultivierter Bereich auf ehemaligem Bergbau-Abraumgelände, der sich bis Zwenkau, Markkleeberg und Böhlen zieht. Östlich des Ortes, an der dort verlaufenden Bundesstraße 2, liegt das Rückhaltebecken Stöhna, das ein Teil des Hochwasserschutzsystems der Pleiße bildet. In vier Kilometern Entfernung befindet sich das Kraftwerk Lippendorf, das als eines der modernsten Braunkohlekraftwerke Europas gilt.

### Nachbarorte
| Zöbigker | Gaschwitz                                   | Wachau    |
| Zwenkau  | Kompassrose, die auf Nachbargemeinden zeigt | Großpösna |
|          | Böhlen                                      | Rötha     |

## Geschichte

Großdeuben in der Pleißenaue um 1920 vor der Tagebauerschließung

Um 600 n. Chr. legten Altsorben Debitzdeuben als Rundweiler am Fluss Pleiße an. Am 4. November 1017 wurde der Ort erstmals, in einer Urkunde des Domarchivs zu Merseburg, erwähnt. Im 11. und 12. Jahrhundert entstand das Dorf Probst-Deuben, das von zugezogenen deutschen Bauern gegründet wurde. Um 1403 gehörte das Dorf Friedrich von Döbitz. 1415 bekamen die Gebrüder Hans und Nickel von Zehmen Probst-Deuben vom Dompropst zu Merseburg zu Lehen. Noch 1631 war Probst-Deuben in Besitz von Hans Georg von Zehmen. Aus dem Jahre 1503 stammt die älteste Glocke des Dorfes, eine Marienglocke. Und 37 Jahre später, also 1540 hatte Großdeuben eine eigene Pfarrkirche. Im Jahre 1606 gehörte Debitzdeuben zum Rittergut Gaschwitz. Für Probstdeuben hingegen ist ein eigenes Rittergut bezeugt.
Im Dreißigjährigen Krieg litt das Dorf große Not und wurde teilweise geplündert. 1652 kaufte Friedrich Brand von Lindau, der Besitzer von Gaschwitz, das Rittergut Großdeuben auf und stiftete ein Epitaph für seine Frau Elisabeth Brand von Lindau, welches noch in der Kirche zu sehen ist. 1681 trat die Pest in Großdeuben auf und forderte viele Opfer. Anfang des 18. Jahrhunderts erfolgte die Errichtung des Torhauses zum Rittergut Großdeuben und die Anlage des Parks. Im selben Zeitraum entstand zwischen den Orten der Gottesacker. Im Jahre 1703 ging Großdeuben in den Besitz von Georg Ferdinand von Hopfgarten, dem Kommandanten der Pleißenburg, über. Unter ihm wurde um 1715 die Schule neu errichtet. Nur ein Jahr später wurde die Kirche nach den Plänen von David Schatz neu aufgebaut. Im selben Jahr verkaufte von Hopfgarten das Rittergut an den Leipziger Kaufmann Peter Hohmann. Um das Jahr 1730 erfolgte der Bau des Herrenhauses in Probstdeuben. Im Pestjahr 1741 wurde der Gasthof „Zum weißen Roß“ errichtet.

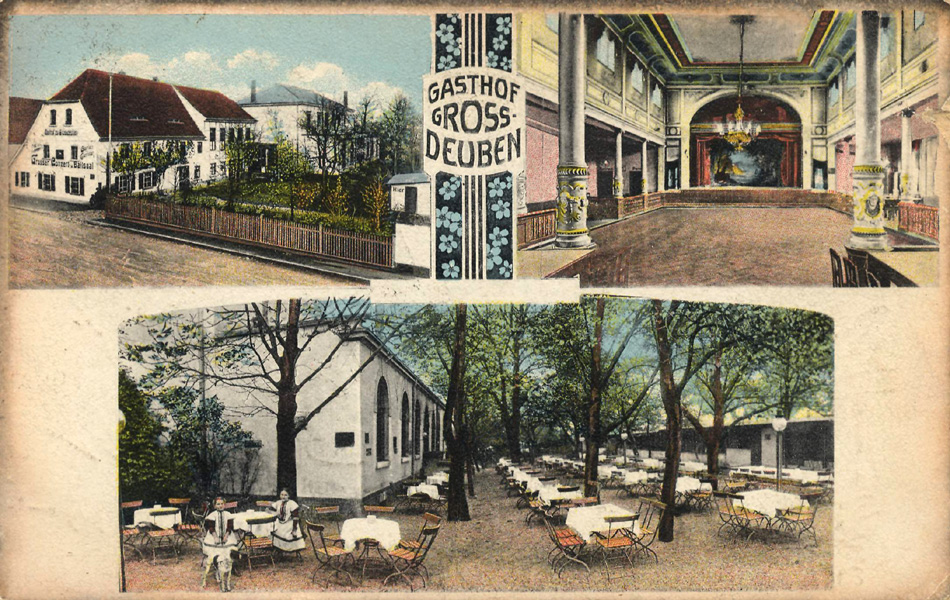
Der Gasthof Großdeuben auf einer historischen Postkarte

In der Völkerschlacht bei Leipzig 1813 lag Großdeuben direkt in der Aufmarschroute der preußischen und österreichischen Truppen. Vor der Schlacht verließen viele Bewohner die Dörfer. Im Verlauf der Schlacht wurde die Katharinenkirche zu einem Feldlazarett umfunktioniert und die beiden Orte nahmen großen Schaden durch die Requirierung von Vieh.
Im Jahre 1854 stand Großdeuben nach einem dreitägigen Regen unter Wasser. Großdeuben, Probstdeuben und Debitzdeuben lagen bis 1856 im kursächsischen bzw. königlich-sächsischen Kreisamt Leipzig. Ab 1856 gehörten die drei Orte zum Gerichtsamt Zwenkau und ab 1875 zur Amtshauptmannschaft Leipzig. 1876 wurde in Deuben zwischen Gaschwitz und Debitzdeuben die erste Villa errichtet, damit begann der „Aufschwung der Gemeinde“. Ein Jahr später wurde die Schule abgebrochen und neu erbaut. Um 1888 wurde die Kirche das erste Mal renoviert.
Von etwa 1900 bis 1920 verdoppelte sich die Großdeubener Bevölkerung und viele reiche Leipziger Bürger ließen sich hier nieder, was noch heute in den prächtigen Villen zu erkennen ist. Am 1. Oktober 1904 wurde der Haltepunkt der Königlich Sächsischen Staatseisenbahnen (Bahnstrecke Leipzig–Hof) in Probstdeuben feierlich eröffnet. Im Jahre 1905 wurde Debitzdeuben nach Großdeuben eingemeindet. 1910 zählte Großdeuben 1355 und Probstdeuben 643 Einwohner. Ab diesem Jahr kamen beide Orte zum Amtsgericht Rötha. Ein Ehrenmal für die Gefallenen des Ersten Weltkrieges wurde am 13. August 1922 auf den Vorplatz der Kirche eingeweiht. 1934 wurde Probstdeuben nach Großdeuben eingemeindet.

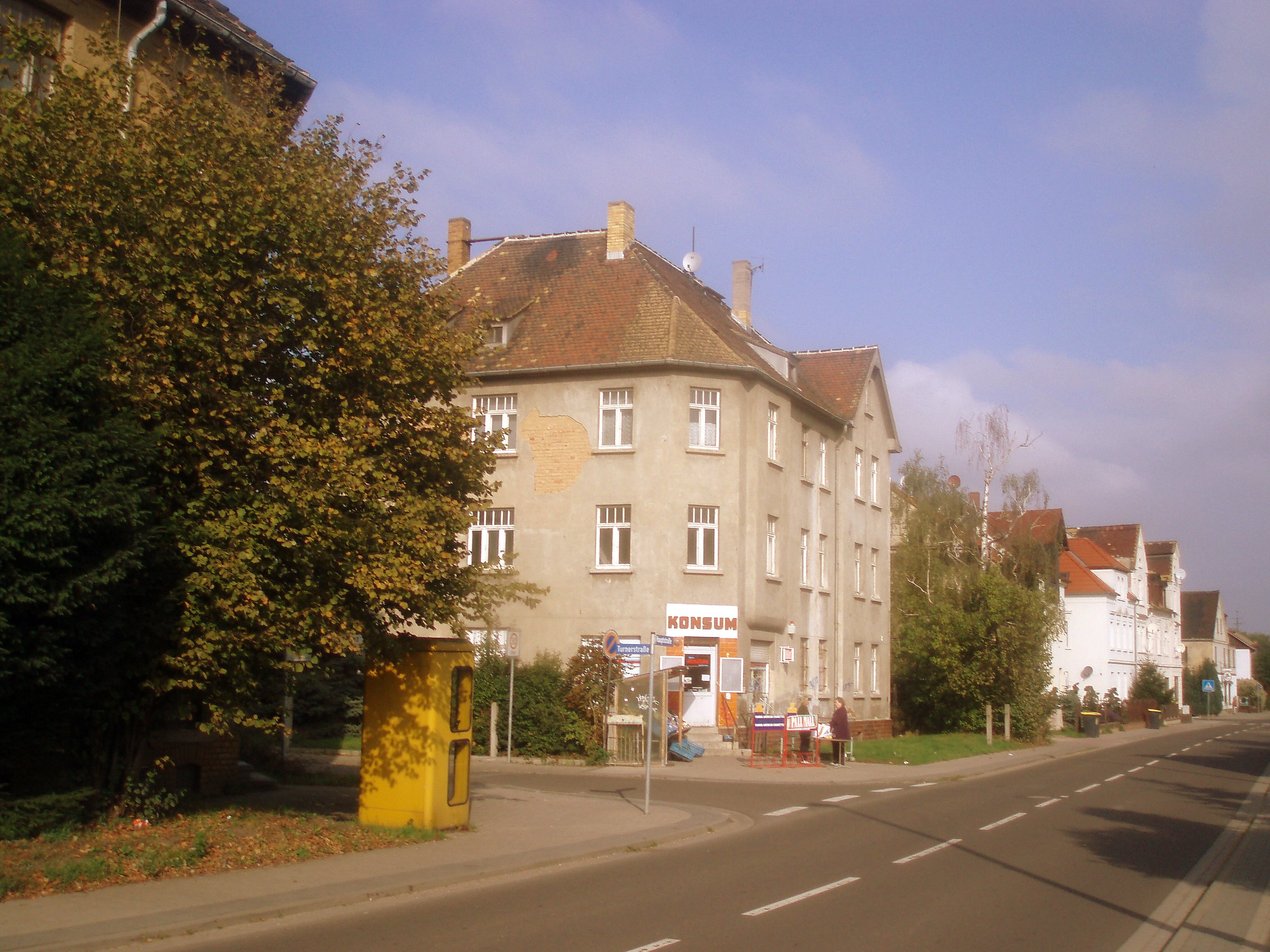
Hauptstraße in Großdeuben heute

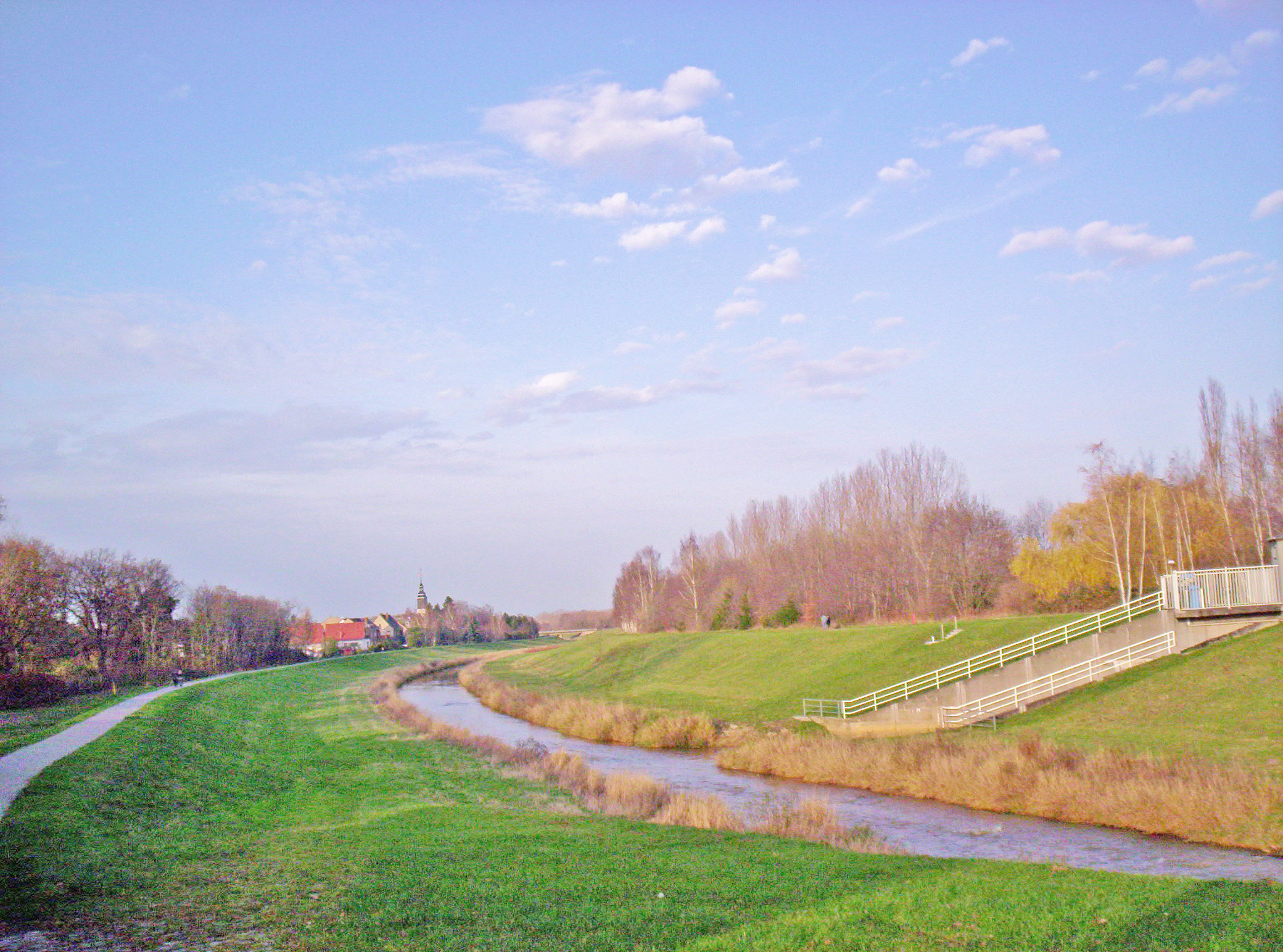
Die Pleiße bei Großdeuben

Durch Ausbau der Braunkohlenindustrie entwickelte sich Großdeuben in den 1950er Jahren zu einem Arbeiterwohnort. 1956–1963 wurden infolge des Braunkohleabbaus (Tagebau Zwenkau) 1331 Menschen aus den westlichen Teilen des Ortes umgesiedelt. In den folgenden Jahren fielen auch Häuser am östlichen Rand, darunter das Freibad, dem Kohleabbau im Tagebau Espenhain zum Opfer. Um 1964 hatte Großdeuben 2014 Einwohner. Im gleichen Jahr wurde die Flur des 1957 devastierten Nachbarorts Zehmen eingemeindet. Im Jahre 1970 erhielt die Kirche die Orgel aus Cröbern, das vom Tagebau Espenhain überbaggert wurde. In dieser Zeit verlor Großdeuben aufgrund des extensiven Braunkohle-Tagebaus wohl für immer seinen Ruf als ein bedeutendes Naherholungsgebiet im Süden Leipzigs.
1990 hatte Großdeuben 1356 Einwohner. Von 1992 bis 1995 wurden mehrere Straßen des Ortes renoviert. Die Bürgerinitiative „Pro Markkleeberg“ forderte ein Bürgerbegehren gegen die Pläne, Großdeuben nach Böhlen einzugemeinden. Am 1. Juli 1997 wurde jedoch der Eingemeindungsvertrag mit Böhlen wirksam und der Ort ein Stadtteil von Böhlen. Großdeuben hatte inzwischen 1791 Einwohner. Im September desselben Jahres brannte das denkmalgeschützte Herrenhaus viermal. Zwei Jahre später, 1999, erhielt das vom Verfall bedrohte Herrenhaus ein neues Dach. Des Weiteren wurden in den folgenden Jahren weitere Straßen saniert und der Radwanderweg entlang des westlichen Pleißenufers entstand.
Des Weiteren wurde im Jahre 2005 das Stadtteilzentrum auf dem Gebiet des ehemaligen „Stahl- und Behälterbau Großdeuben“ errichtet und das bereits 1999 teilrenovierte Herrenhaus und das Torhaus saniert, um dem drohenden Verfall entgegenzuwirken. 2012 wurde das Herrenhaus an einen privaten Eigentümer verkauft und seitdem, zusammen mit dem angrenzenden Torhaus und dem Park, grundlegend saniert. Im Oktober 2014 brannte der 1741 errichtete und unter Denkmalschutz stehende Gasthof „Weißes Roß“ zum Teil aus und wurde kurze Zeit später, aufgrund der Einsturzgefahr, zur Gänze abgerissen.
Auf der Fläche eines ehemaligen, fünf Hektar großen Werksgeländes im südwestlichen Teil von Großdeuben entsteht seit 2018 eine neue Wohnsiedlung mit über 30 Häusern.

## Sehenswürdigkeiten
siehe auch: Liste der Kulturdenkmale in Böhlen (Abschnitt Großdeuben)
- Barocke Katharinenkirche (mit einer Friderici-Orgel)
- Herrenhaus des Rittergutes Probstdeuben und Torhaus mit Parkanlage
- Gründerzeit- und Jugendstilvillen
- Apelstein, zum Gedenken an die Völkerschlacht bei Leipzig für den österreichischen General Bianchi

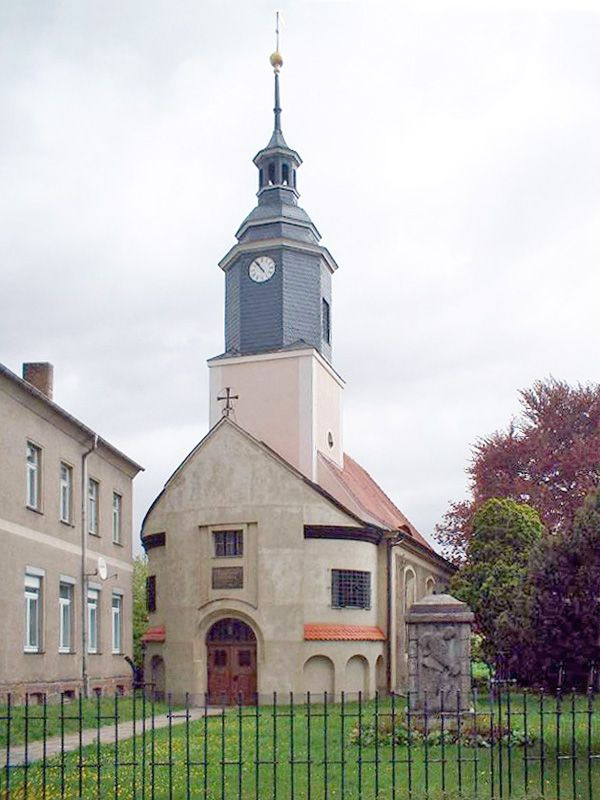
Die Katharinenkirche, davor die alte Schule
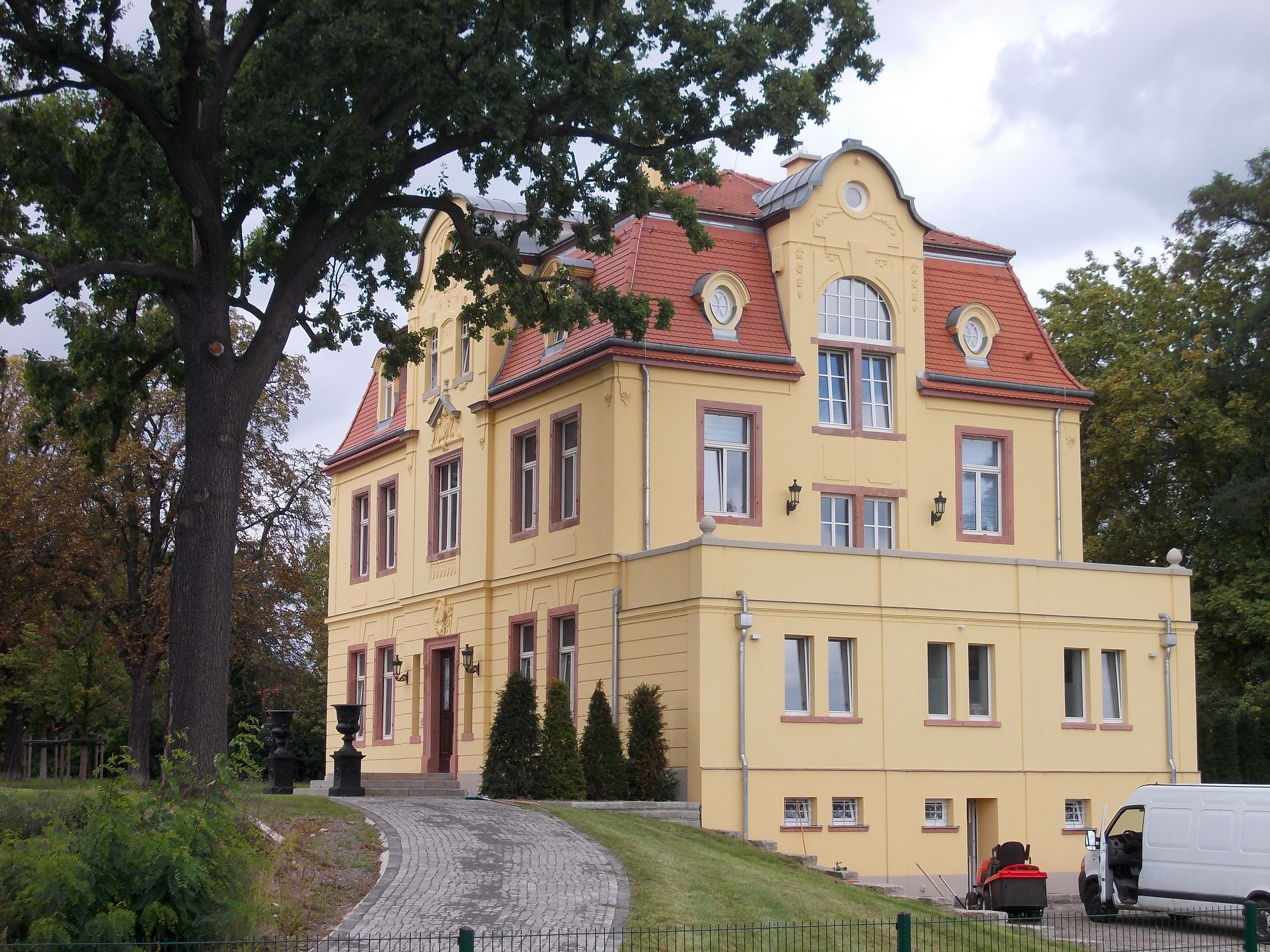
Herrenhaus des Rittergutes
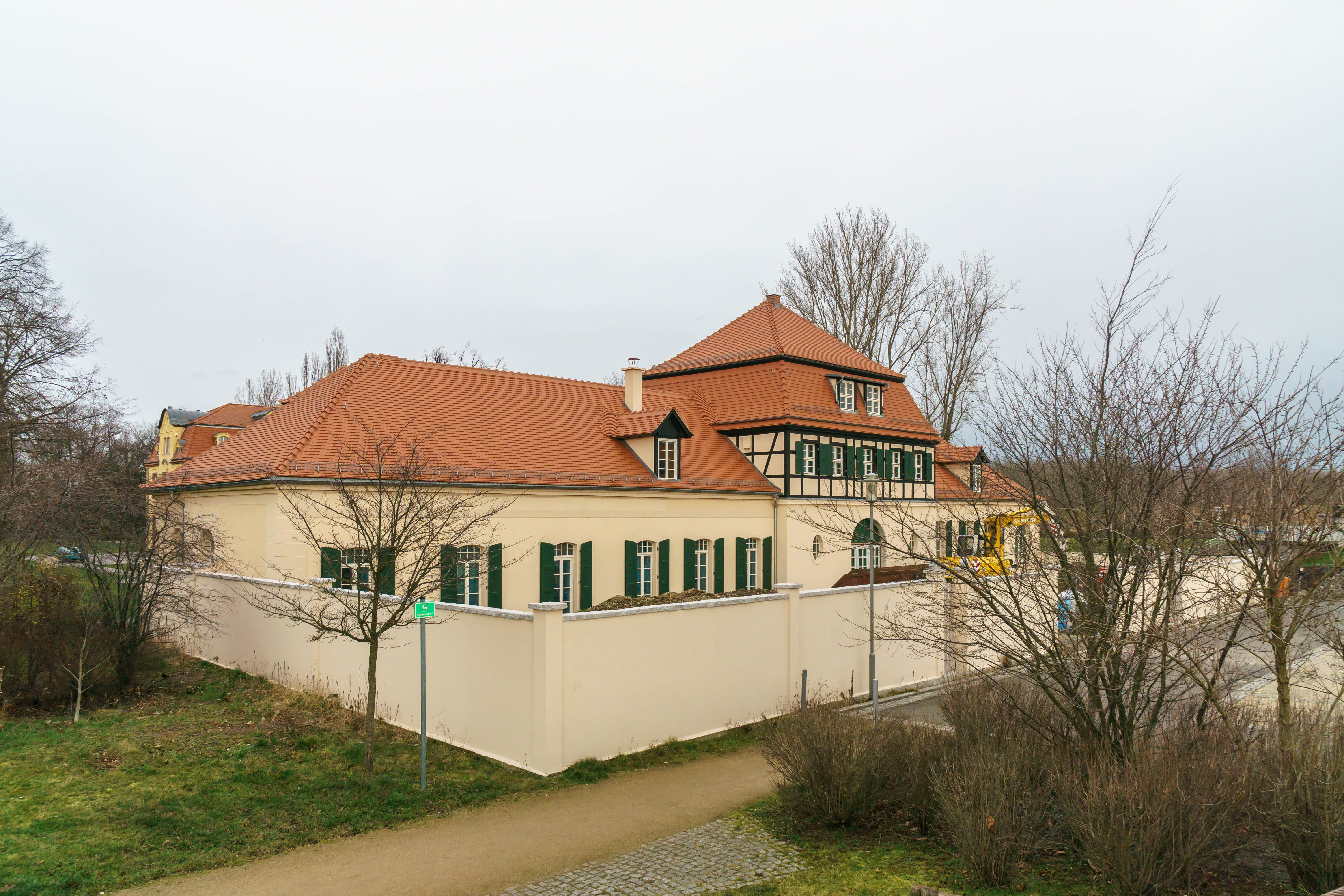
Torhaus des Rittergutes
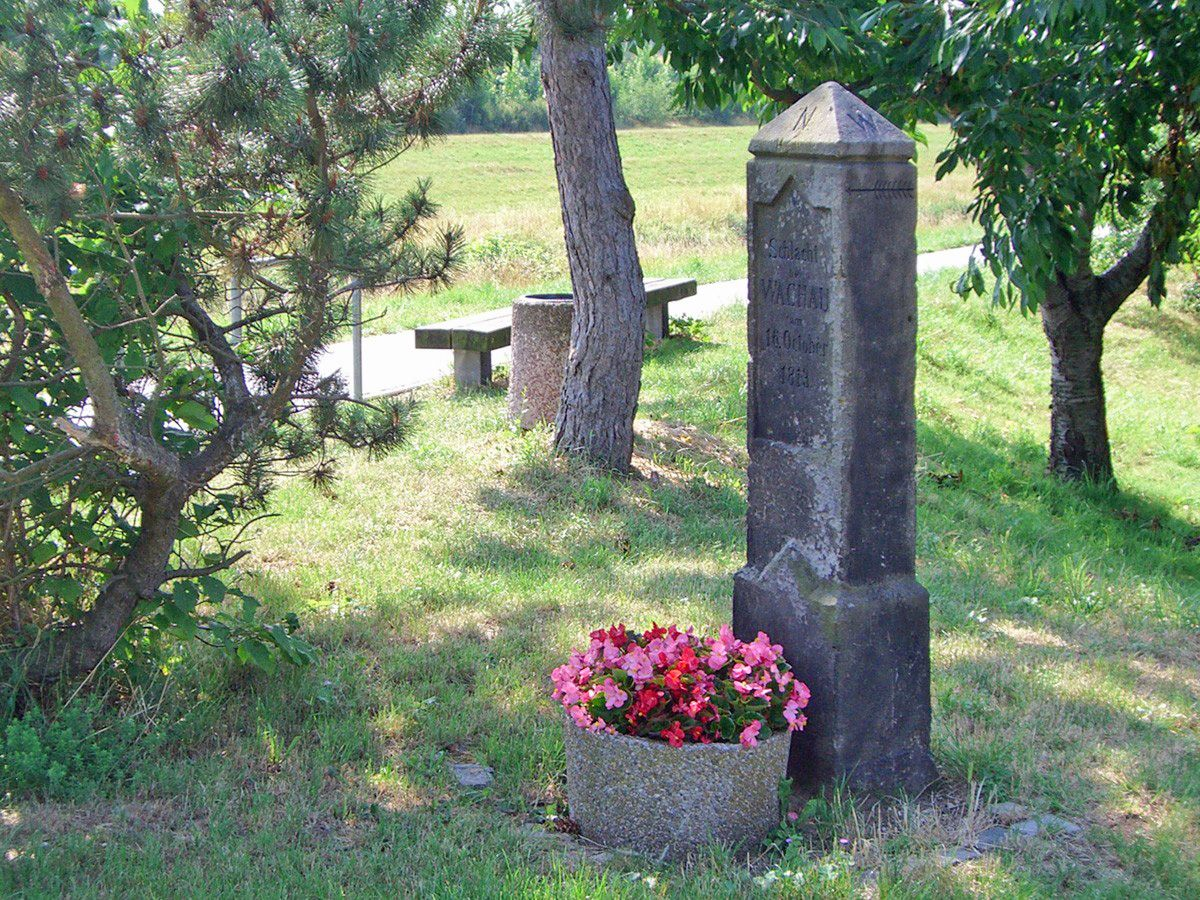
Apelstein

## Vereine und Verbände
- SC Eintracht 09 Großdeuben e. V.
- Großdeubener Karnevalsverein e. V. (GKV)
- Freiwillige Feuerwehr Großdeuben
- Verein Kleine Hände e. V.

## Persönlichkeiten
- Felix Pfeifer (1871–1945), Bildhauer und Medailleur, lebte bis zu seinem Tode in Großdeuben
- Karl Tittel (1872–1943), Altphilologe und Pädagoge, lebte und starb in Großdeuben
- Karl-Heinz Wagner (1911–2007), deutscher Mediziner, Ernährungswissenschaftler und Hochschullehrer, geboren in Großdeuben[10]
- Dietrich Adolf Hrabak (1914–1995), Offizier, zuletzt in der Bundeswehr Generalmajor der Luftwaffe, geboren in Großdeuben
- Hans-Peter Jensen (1921–2000), Neurochirurg und Hochschullehrer, geboren in Großdeuben
- Dietrich Ranft (1922–2002), Verwaltungsjurist und von 1976 bis 1987 war er Generalsekretär der Max-Planck-Gesellschaft, geboren in Großdeuben
- Eckart Ranft (1925–2015), Präsident des Finanzgerichts Bremen, geboren in Großdeuben
- Rolf Fister (1929–2007), war 1973 bis 1990 Leiter der Ermittlungsabteilung des Ministeriums für Staatssicherheit der DDR, geboren in Großdeuben
- Rudi Schumann (* 1947), ehemaliger Volleyballspieler und DDR-Nationalspieler, geboren in Großdeuben
- Johanna Strotzer (* 1951), ehemalige Volleyballspielerin und DDR-Nationalspielerin, geboren in Großdeuben

## Wirtschaft & Verkehr
Großdeuben lag verkehrsgünstig an der Zusammenführung der B 2 und B 95, bevor diese seit 2023 östlich des Ortes durch die noch im Bau befindliche A 72 ersetzt wurde. Mit dem zur Autobahn aufgestuften Abschnitt zwischen den Anschlussstellen Leipzig-Süd und Zwenkau, früher Teil der B 2, besitzt Großdeuben Anbindung an die A 38. Im Abschnitt der Verkehrsknoten mit der A 9 (Berlin–München) bzw. A 14 (Nossen–Magdeburg) bildet letztere für den Kraftverkehr die Südumgehung der Stadt Leipzig.
Der öffentliche Personennahverkehr wird durch den MDV bedient. Von dem Unternehmen Regionalbus Leipzig werden mit den Linie 100 (Markkleeberg–Großdeuben–Zwenkau–Groitzsch) und 107 (Leipzig-Connewitz–Großdeuben–Zwenkau) zwei Linien betrieben, welche die beiden Haltestellen in Großdeuben bedienen. Der Haltepunkt Großdeuben, welcher zur Bahnstrecke Leipzig–Hof gehört, wird von der S 6 der S-Bahn Mitteldeutschland im 30-Minuten-Takt bedient.
Zwischen 1991 und 2006 war das Unternehmen „Stabe Stahl- und Behälterbau GmbH“ in Großdeuben beheimatet. Weiterhin besitzt das international tätige Unternehmen Thyssen Krupp Xervon GmbH in Großdeuben einen Standort zur Aufbereitung und Lagerung von Gerüstbauteilen.
Über den Pleiße-Radweg Leipzig-Böhlen ist Großdeuben mit dem Fahrrad auf verkehrsfreier und landschaftlich schöner Route zu erreichen.